# Carlo Cottone
Carlo Cottone, Castelnuovo hercege (Palermo, 1754/1756. szeptember 30. – Palermo, 1829. december 24.) olasz politikus.

## Élete
Gaetano Cottone herceg és Lucrezia Cedronio grófnő egyetlen fiaként született 1756 szeptemberében. Irodalmat és filozófiát tanult.
Szülei akaratát követve vette feleségül Giuseppina Bonanno-t, a Castellana hercegi családból, gyermekük azonban nem született.
Számos utazást tett Európában, Franciaországban, Svájcban és Angliában valamint az Itáliai-félsziget államaiban is.

## Politikai tevékenysége
A francia forradalom kitörése nyomán szimpatizálni kezdett Domenico Caracciolo márki (1715-1789), majd Francesco d'Aquino, Caramanico hercege (1738-1795) liberális eszményeivel. A Szicíliai Királyság kormányzatának átalakításával kapcsolatos reményei azonban szertefoszlottak az alkirály utóda, Francisco Lopez y Rojo palermói érsek fellépésével.
Apja 1802-ben bekövetkezett halála után megörökölte helyét Szicília parlamentjében és először a sziget függetlenségéért küzdött, majd 1806-ban önálló alkotmány kihirdetéséért. Liberális nézetei miatt 1811 júliusában száműzték a Favignana-szigetre, majd - Lord William Bentinck angol miniszter közbenjárására - a következő év januárjában kegyelmet kapott és a szicíliai kormány pénzügyminisztere lett.
1812. július 19-én elfogadták az - általa előterjesztett és Paolo Balsamo által szerkesztett - alkotmányt, mely tartalmazta az arisztokratikus előjogok eltörlését. A többi szicíliai báró, köztük unokatestvére, Giuseppe Ventimiglia Belmonte hercegének ellenállása miatt azonban ez a liberális kormány először 1813-ben, majd a következő évben újra elbukott. 1815-ben, I. Ferdinánd nápoly–szicíliai király (1751-1825) visszatérése után, visszavonult a politikai életből, de a király - Lord Bentinck utóda, Sir William A' Court közbelépése nyomán - visszahívta őt. 1817-ben, a király Nápolyba való távozása és az 1812-es helyett egy új alkotmány elfogadása után végleg visszavonult a politikából.
A mezőgazdaság fejlesztésén dolgozott ezek után és Paolo Balsamo és Nicolò Palmieri segítségével mezőgazdasági oktatási intézetet hozott létre – a Palermóhoz tartozó – Villa Castelnuovóban parasztgyerekek számára.

## Szabadkőművesség
Szabadkőműves volt, a palermói La Fratellanza Páholy főmestere (vezetője). Ennek a páholynak voltak tagjai még: Friederich Münter, Francesco Paolo Di Blasi és Giuseppe Piazzi.

## Halála
Carlo Cottone önkezével vetett véget életének 1829. december 24-én, Palermóban.
Egészalakos, életnagyságú márványszobra 1873. március 23. óta áll a Piazza Castelnuovo téren.